# Ipomoea rubens
Ipomoea rubens ist eine Pflanzenart aus der Gattung der Prunkwinden (Ipomoea) aus der Familie der Windengewächse (Convolvulaceae).

## Beschreibung
Ipomoea rubens ist eine ausdauernde Kletterpflanze, die bis zu 4 m lang wird. Die Stängel sind drehrund, leicht verholzt und werden beim Trocknen leicht rillig. Sie sind dicht mit kurzen, weichen, weißen Trichomen behaart. Die Laubblätter sind mit 3 bis 7 cm langen, schlanken Blattstielen gestielt. Die Blattspreiten sind breit eiförmig bis kreisrund, 5 bis 15 cm lang und 4 bis 12 cm breit. Sie sind ganzrandig oder selten dreigelappt, nach vorn hin sind sie zugespitzt, an der Basis herzförmig. Die Blattflächen sind unbehaart bis leicht flaumhaarig behaart oder dicht samtig behaart.
Die Blütenstände sind ein- bis wenigblütige Zymen. Diese haben sehr kurze Verzweigungen, so dass die Blüten nahezu doldenförmig stehen. Die Blütenstandsstiele sind 2 bis 15 cm lang und ähnlich der Stängel behaart. Die Blütenstiele sind bis zu 1,5 cm lang und filzig behaart. Die Tragblätter sind eiförmig und winzig. Die Kelchblätter sind eiförmig, abgestumpft oder fein stachelspitzig, 6 bis 8 mm lang und filzig behaart. Die Krone ist 4 bis 5 cm lang, trichterförmig, spärlich behaart und purpur bis malvenfarbig mit einem dunklen Zentrum.
Die Früchte sind kugelförmige, unbehaarte Kapseln, die eiförmige, dicht mit 2,5 mm langen Trichomen behaarte Samen enthalten.

## Verbreitung
Die Art ist im tropischen Afrika, auf Madagaskar, in Indien, Malaysia, den Philippinen und Guyana verbreitet. Sie wächst in Sümpfen, in der Nähe von Flüssen und im sumpfigen Buschland in Höhenlagen zwischen 5 und 1220 m.